# Tournoi de Tallinn
Le Tournoi de Tallinn est une compétition de judo organisée à Tallinn en Estonie par l'EJU (European Judo Union) faisant partie de la Coupe du monde de judo masculine ou féminine en fonction des années.
En 2013, le tournoi est rétrogradé en catégorie continentale, faisant partie de l'Open européen.

## Palmarès masculin
| European Open | European Open   | European Open      | European Open          | European Open      | European Open       | European Open        | European Open        |
| Année         | -60 kg          | -66 kg             | -73 kg                 | -81 kg             | -90 kg              | -100 kg              | +100 kg              |
| ------------- | --------------- | ------------------ | ---------------------- | ------------------ | ------------------- | -------------------- | -------------------- |
| 2019          | Vincent Limare  | Manuel Scheibel    | Georgii Shmakov        | Baptiste Pierre    | Aurélien Diesse     | Philipp Galandi      | Yahor Kukharenka     |
| 2016          | Joaquín Gomis   | Daniel Cargnin     | Dmitrijs Fedosejenkovs | Attila Ungvari     | Gustavo Assis       | Giuliano Loporchio   | Aliaksandr Vakhaviak |
| 2014          | Islam Yashuev   | Aleksander Beta    | Andrea Regis           | Neal van de Kamer  | David Ruíz          | Ruslan Kiselev       | Or Sasson            |
| 2013          | Mikos Salminen  | Cunnar Kops        | Sagi Muki              | Neal van de Kamer  | Ciril Grossklaus    | Artem Bloshenko      | Marius Paskevicius   |
| World Cup     |                 |                    |                        |                    |                     |                      |                      |
| 2011          | İlqar Müşkiyev  | Golan Pollack      | Sezer Huysuz           | Francesco Bruyere  | Roberto Meloni      | Vyacheslav Denysov   | Marius Paskevicius   |
| 2009          | Pavel Petrikov  | Loic Korval        | Arnaud Blanc           | Antonio Ciano      | Nicolas Brisson     | Frédéric Stiegelmann | Martin Padar         |
| 2008          | Sergey Lepikhin | Niko-Tapio Niemelä | Kostyantyn Ananchenko  | Dennis Huck        | Jevgenijs Borodavko | Dimitri Peters       | Martin Padar         |
| 2005          | Armen Nazaryan  | Aleksandr Shlyk    | Jesus Pardo            | Siarhei Shundzikau | Valentin Grekov     | Aslan Unashkhotlov   | Tamerlan Tmenov      |
| A-Tournament  |                 |                    |                        |                    |                     |                      |                      |
| 2003          | Gal Yekutiel    | Renat Mirzaliyev   | Vsevolods Zeļonijs     | Aleksei Budõlin    | Mark Huizinga       | Yuri Stepkine        | Tamerlan Tmenov      |

## Palmarès féminin
| European Open | European Open      | European Open     | European Open        | European Open     | European Open            | European Open         | European Open        |
| Année         | -48 kg             | -52 kg            | -57 kg               | -63 kg            | -70 kg                   | -78 kg                | +78 kg               |
| ------------- | ------------------ | ----------------- | -------------------- | ----------------- | ------------------------ | --------------------- | -------------------- |
| 2019          | Ellen Salens       | Anja Stangar      | Priscilla Gneto      | Lubjana Piovesana | Alina Lengweiler         | Ilona Lucassen        | Tessie Savelkouls    |
| 2016          | Noa Minsker        | Ines Beischmidt   | Amelie Stoll         | Lucy Renshall     | Anna Bernholm            | Larissa Groenwold     | Yelyzaveta Kalanina  |
| 2014          | Shira Rishony      | Birgit Ente       | Anastasiia Arkhipava | Jennifer Wichers  | Giulia Cantoni           | Daria Pogorzelec      | Svitlana Yaromka     |
| World Cup     |                    |                   |                      |                   |                          |                       |                      |
| Année         | -48 kg             | -52 kg            | -57 kg               | -63 kg            | -70 kg                   | -78 kg                | +78 kg               |
| 2012          | Aurore Climence    | Jacqueline Lisson | Johanna Mueller      | Gemma Howell      | Laura Vargas-Koch        | Annika Heise          | Maryna Slutskaya     |
| 2010          | Carmen Bogdan      | Marie Muller      | Hedvig Karakas       | Alice Schlesinger | Kim Polling              | Daria Pogorzelec      | Liu Huanyuan         |
| 2007          | Éva Csernoviczki   | Ana Carrascosa    | Olha Starubinska     | Emmanuelle Payet  | Erica Barbieri           | Michelle Rogers       | Urszula Sadkowska    |
| 2006          | Volha Leshchanka   | Anna Kharitonova  | Yvonne Bönisch       | Daniëlle Vriezema | Andrea Pokorná-Pazoutova | Miranda van den Broek | Sandra Koeppen       |
| A-Tournament  |                    |                   |                      |                   |                          |                       |                      |
| Année         | -48 kg             | -52 kg            | -57 kg               | -63 kg            | -70 kg                   | -78 kg                | +78 kg               |
| 2004          | Lioubov Brouletova | Ioana Aluas-Dinea | Deborah Gravenstijn  | Anna von Harnier  | Raša Sraka               | Anastasia Matrosova   | Anne-Sophie Mondière |